# Kościół Chrystusowy w Połczynie-Zdroju
Kościół Chrystusowy w Połczynie-Zdroju – zbór Kościoła Chrystusowego w RP działający w Połczynie-Zdroju.

## Historia
Geneza zboru sięga drugiej połowy lat 40. XX wieku, kiedy do Połczyna-Zdroju przybyły trzy rodziny ewangelicznie wierzących repatriantów z terenów Kresów Wschodnich. Rozpoczęli oni prowadzenie spotkań religijnych w mieszkaniach prywatnych – odbywały się nabożeństwa oraz zajęcia szkółki niedzielnej. Wspólnota powiększała się następnie o rodziny ich potomków. Jej członkowie spotykali się jednak z dyskryminacją religijną.
W latach 80. XX wieku nastąpił znaczny rozwój liczebny zboru, co spowodowane było nawróceniem się kilku rodzin z miasta oraz miejscowości w jego okolicy. Wówczas nabożeństwa zostały przeniesione do lokalu przy ul. Moniuszki. W późniejszym okresie wzrost liczby członków utrzymywał się, wobec czego siedziba zboru stała się za mała na jego potrzeby. Przystąpiono więc do trwających dwa lata poszukiwań nowego budynku kościelnego, którym ostatecznie stał się obiekt przy ul. Grunwaldzkiej 42, mieszczący wcześniej biura nadleśnictwa. Zbór początkowo dzierżawił budynek, a następnie dokonał jego wykupu.

## Działalność
Siedziba zboru mieści się przy ul. Grunwaldzkiej 42. Prowadzone są nabożeństwa niedzielne, ponadto we wtorki i w czwartki mają miejsce nabożeństwa tygodniowe. Pastorem zboru jest Waldemar Świątkowski.